# 우메야마 오사무
우메야마 오사무(일본어: 梅山 修, 1973년 8월 16일 ~ )는 일본의 전 축구 선수이다.

## 구단 경력
과거 NKK, 아비스파 후쿠오카, FC 도쿄, 베르디 가와사키, 쇼난 벨마레, 알비렉스 니가타에서 활동하였다.